# Truskawiec (gmina)
Truskawiec – dawna gmina wiejska w powiecie drohobyckim województwa lwowskiego II Rzeczypospolitej. Siedzibą gminy był Truskawiec.
Gminę utworzono 1 sierpnia 1934 r. w ramach reformy na podstawie ustawy scaleniowej z dotychczasowej gminy wiejskiej Truskawiec.
Po II wojnie światowej obszar gminy został odłączony od Polski i włączony do Ukraińskiej SRR.